# Lontzkedüne

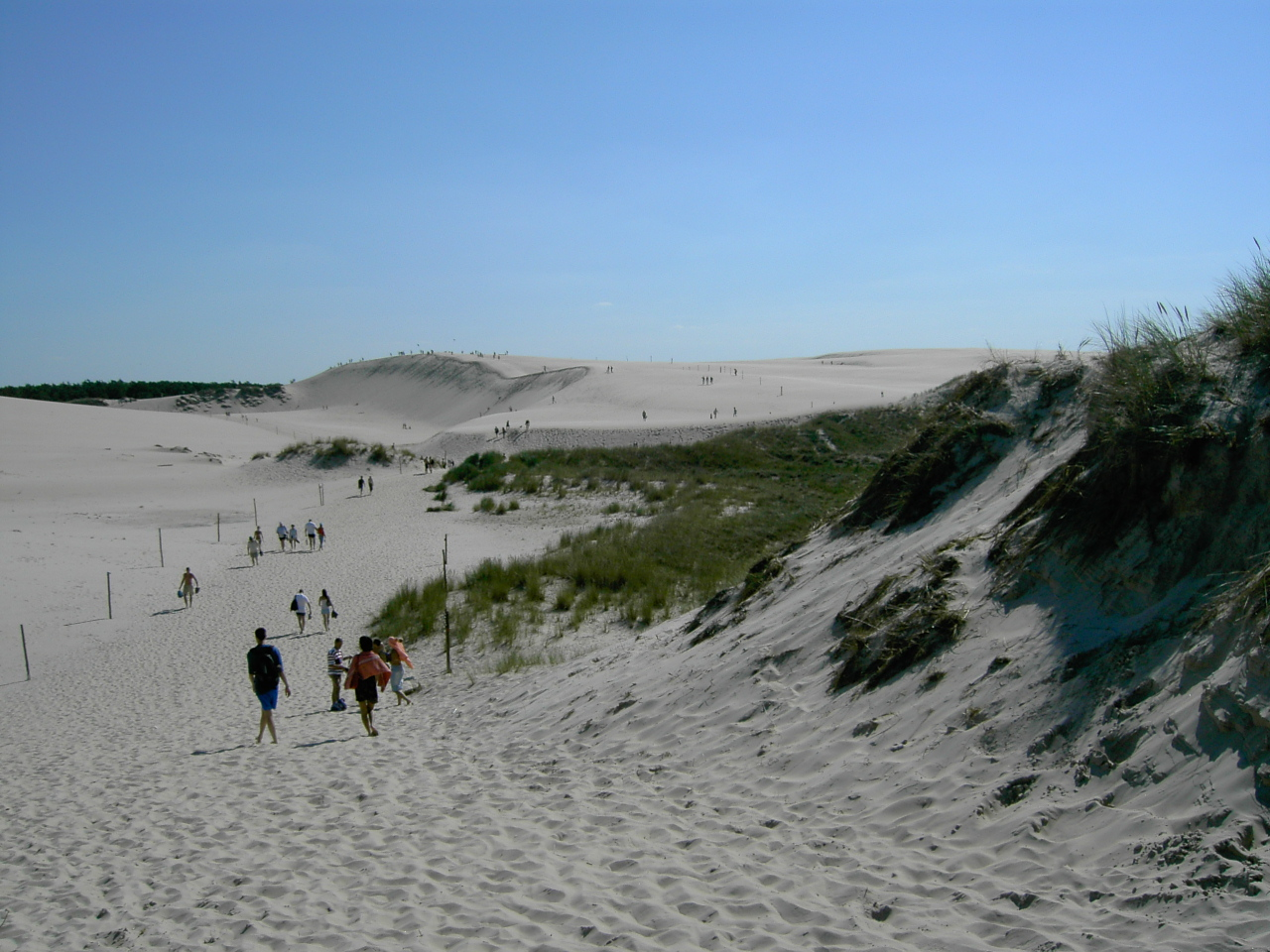
Lontzkedüne (im Hintergrund)

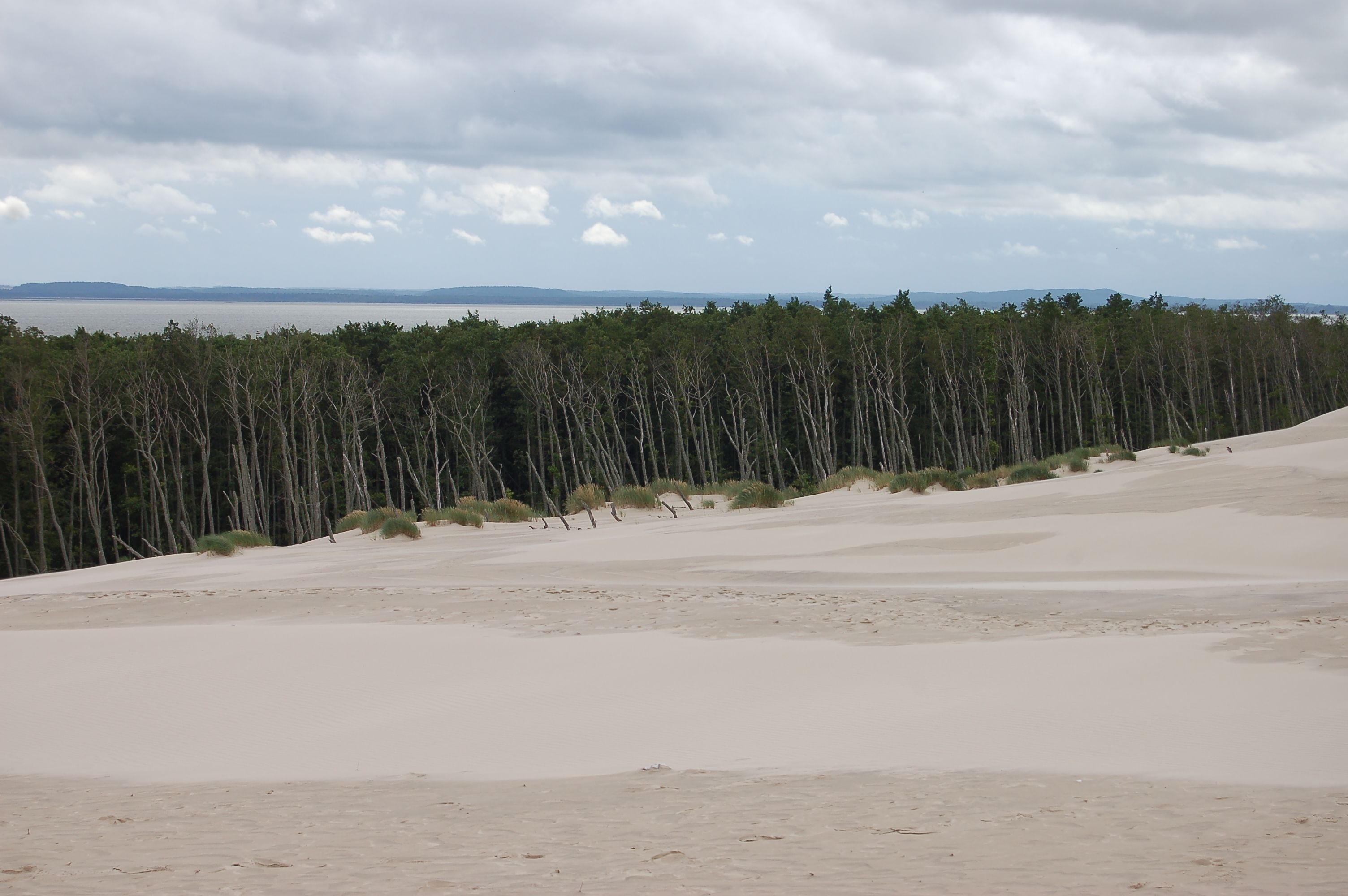
Blick von der Lontzkedüne auf den Lebasee, die Bäume die schon vom Sand erreicht wurden, sterben ab

Die Lontzkedüne (polnisch Wydma Łącka) ist die größte Wanderdüne an der pommerschen Ostseeküste. Sie hat die Form einer Sichel oder eines Halbmondes und ist Teil des Dünengebiets, das eine Fläche von ungefähr 500 Hektar umfasst. Die naturbelassene Düne liegt auf der 17 km langen Nehrung zwischen dem Lebasee und der Ostsee. Sie ist zwischen 30 und 42 Meter hoch, etwa 1300 Meter lang und 500 Meter breit und bewegt sich durch die vorherrschenden westlichen Winde etwa 12 Meter im Jahr nach Osten. Dabei begräbt sie die ursprüngliche Landschaft, Wald und Moor unter sich. In der Vergangenheit wurde auch der Ort Łączka von der Düne begraben. Auf der dem Wind zugeneigten Westseite hat die Düne eine geringe Steigung, während auf der dem Wind abgeneigten Seite der Hang sehr steil ist. Ab einer Windgeschwindigkeit von 18 km/h beginnen die Sandkörner die flache Seite hinauf zu rollen, bis sie an der oberen Kante auf der windgeschützten Seite hinab fallen. Während im Frühling und Sommer, bei eher schwachen Winden die Düne in die Höhe wächst, verflacht sie sich bei stärkeren Winden im Herbst und Winter und erreicht dann eine höhere Wandergeschwindigkeit. Auf der Rückseite der Wanderdüne treten Stubbenfelder ehemaliger Wälder ans Tageslicht. 
Die Düne ist auf einem ungefähr acht Kilometer langen Fuß- beziehungsweise Radweg durch Kiefernwälder vom Ort Łeba (Leba) von der Ostseite zu erreichen. Vom Parkplatz fahren auch Elektrotaxen bis zur Düne. Der Besuch ist von dieser Seite kostenpflichtig. Von der Westseite ist die Düne nur durch einen ungefähr 16 Kilometer weiten Fußmarsch am Strand erreichbar. Da die Dünenlandschaft unter Naturschutz steht, ist das Betreten nur in den frei gegebenen Bereichen gestattet.
Seit 1966 ist die Lontzkedüne Bestandteil des Slowinzischen Nationalparks.
Koordinaten: 54° 44′ 52,6″ N, 17° 25′ 29,2″ O